# Прапор Запоріжжя
Пра́пор Запорі́жжя — один з офіційних символів міста Запоріжжя.

## Опис
Полотнище прапора прямокутної форми малинового кольору, співвідношення сторін — 2:3. У центрі розміщений герб міста.